# Rodrigo Fernández (Fußballspieler, 1968)
Rodrigo Fernández (* 18. April 1968) ist ein ehemaliger mexikanischer Fußballspieler, der bis 1995 meistens in der Verteidigung und danach vorwiegend im Mittelfeld agierte.

## Laufbahn
Fernández begann seine Profikarriere beim Puebla FC und gewann mit den Camoteros in der Saison 1989/90 sowohl die Meisterschaft als auch den Pokalwettbewerb. Allerdings war sein Mitwirken an diesen Erfolgen insofern gering, als er in der Liga lediglich zu einem dreißigminütigen Einsatz am 7. Oktober 1989 beim 2:1-Auswärtssieg gegen die Cobras Ciudad Juárez kam.
Von seinen insgesamt 81 Erstliga-Begegnungen bestritt Fernández die meisten (49) für seinen nächsten Verein Deportivo Toluca und sein einziges Tor in der höchsten mexikanischen Spielklasse erzielte er am 18. Oktober 1998 für den CF Pachuca zur 3:2-Führung in einem torreichen Heimspiel gegen den Club Atlas, das am Ende 4:6 verloren wurde.

## Erfolge
- Mexikanischer Meister: 1990
- Mexikanischer Pokalsieger: 1990